# 山本幸央
山本 幸央（やまもと ゆきてる、1953年（昭和28年）6月3日 - ）は、日本の実業家。元三井生命（現大樹生命）代表取締役社長。大樹生命顧問、三機工業株式会社取締役。経団連常任幹事。日本FP協会専務理事。

## 来歴
1977年3月、東京理科大学理工学部卒業、同年4月、三井生命保険相互会社入社。2004年、同社執行役員。2008年、同社取締役。2009年4月、同代表取締役社長。2012年4月、同代表取締役社長社長執行役員（COO）。2013年6月、同社顧問。
2013年8月、一般社団法人日本経済団体連合会常任幹事。2014年6月、三機工業株式会社取締役。2015年4月、三井生命保険株式会社顧問。